# Dragutin Šaj
Dragutin Šaj (Zagreb, 26. siječnja 1879. – Zagreb, 8. ožujka 1942.), bio je hrvatski arhitekt.
Realnu gimnaziju završio u Rakovcu (1896.); Studirao na politehnici u Zürichu i na Technische Hochschule u Beču. Godine 1901. diplomirao za inženjera građevinske struke.
1901. godine službovao je kao inženjer vježbenik kod Zemaljske vlade u Zagrebu i kod Kotarske oblasti u Varaždinu. Od 1903. godine mjernički pristav Građevnog ureda u Osijeku, a 1919. godine upravnik osječkog Riječno–mjerničkog ureda. Iste je godine postao Veliki župan Virovitičke županije. Tijekom rada u Osijeku stupio u žestoku polemiku s arhitektom Viktorom Kovačićem zbog natječaja za zgradu osječkog kazališta.
Godine 1920. umirovljen. Reaktiviran 1930. i postavljen za upravitelj Tehničke srednje škole u Zagrebu. Od 1927. do 1931. predsjednik Udruženja jugoslavenskih inženjera i arhitekata, sekcija Zagreb. Od 1933. pročelnik tehničkog obraničnog suda u Zagrebu.